# Ликофрон (софист)
Вижте пояснителната страница за други личности с името Ликофрон.
Ликофрон (на старогръцки: Λυκόφρων, Lykophron) е софист - философ от първата половина на 4 век пр.н.е. Той поддържа тезата, че всички хора са еднакви и че държавата има за задача да им гарантира правата.
Единственият източник за Ликофрон са множеството кратки споменавания в произведенията на Аристотел.
Ликофрон вероятно е ученик на Горгий от Леонтини.